# خشکبیجار
خشکبیجار (به گیلکی: خۊشکبجار) خشکبیجار یکی از شهرهای استان گیلان و مرکز بخش خشکبیجار از توابع شهرستان رشت است.
بخش خشکبیجار با ۱۵ کیلومتر نوار ساحلی دارای بیشترین نوار ساحلی شهرستان رشت به حساب می‌آید. سواحل امین آباد، حاجی‌بکنده، امیربکنده، تالش محله، باغ محله، چپرپردزمان و چپرپرد پایین در مجاورت این شهر قرار دارند که جهت ورزش‌های آبی مانند قایقرانی و جت اسکی، شنا، فوتبال ساحلی و همچنین ماهیگیری و دیگر تفریحات، مورد استفاده قرار می‌گیرد.

## جمعیت
براساس سرشماری مرکز آمار ایران در سال ۱۳۹۵، جمعیت آن ۷٬۲۴۵ نفر بوده‌است. با توجه به روند رو به رشد مهاجرت در سالیان اخیر، برآورد جمعیت در سال  ۱۴۰۳بیش از پانزده هزار نفر می باشد.

## سابقه تاریخی خشکبیجار
شهرداری خشکبیجار در روز دوم آذر ماه ۱۳۴۰ به حکم استاندار وقت گیلان، دکتر بابک تأسیس گردیده‌است. 
بنا به اسناد کتب تاریخی قدمت خشکبیجار به بیش از ۹۰۰ سال قبل بازمی‌گردد. هنگام حمله مغول در سال ۷۰۶ هجری قمری این شهر به دست سربازان مهاجم غارت شد و سلطان این بخش «سالوک» که مردی شجاع بود مجبور به تسلیم می‌شود. در دوره صفویه و در زمان شاه طهماسب یکم؛ استان گیلان به دو قسمت بیه‌پس و بیه‌پیش تقسیم می‌شد که خشکبیجار در قلمرو بیه پس قرار داشت و در سال ۹۷۵ (قمری) به «جمشید خان» پسر «سلطان محمود» بخشیده شد، اما در سال ۹۸۹ (قمری) توسط وزیر او به قتل رسید و دو پسرش به نام‌های ابراهیم خان و «محمدامین خان» بر سر قلمرو پدر به ستیز با یکدیگر برخواستند.
ابراهیم خان در پناه امیران فومن قرار گرفت اما محمد امین خان در پناه امیران لاهیجان پایگاهش را در خشکبیجار قرار داد. همچنین بنا به نوشته یاسنت لویی رابینو در کتاب «ولایات دارالمرز گیلان» در بیش از ۱۰۰ سال پیش خشکبیجار دارای ۱۶۰۰ باب خانه و همچنین بازارهای هفتگی بود که در روزهای دوشنبه و پنج شنبه تشکیل می‌شد.

## وجه تسمیه خشکبیجار
خشکبیجار که سابق بر این (خشکبجار) تلفظ و نوشته می‌شد؛ از دو کلمه (خشک و بیجار) به معنی شالیزار ترکیب یافته‌است. با توجه به اطلاعات و بررسی اطلاعات بدست آمده در گذشته پدیده کم‌آبی از مشکلات عمده این منطقه بوده‌است. دوری از سفید رود، عدم دسترسی به این رود عظیم مشکلات فراوانی را در امر کشاورزی ایجاد می‌کرد؛ به‌طوری‌که در سال‌های کم باران به علت استفاده کشتزارهای بالا دست به کمبود آب دچار می‌شد. بر این اساس به خشکبیجار یعنی کشتزار کم‌آب و خشک نامیده می‌شد. که پس از احداث سد منجیل در دهه چهل شمسی و افتتاح آن توسط محمد رضا شاه پهلوی این مشکل مرتفع گردید.

## خشکبیجار قدیم
در قدیم صنایع دستی فراوانی در این شهر ساخته می‌شد که می‌توان از (ابریشم بافی) یاد کرد. این صنایع به دلیل اقتصادی نبودن رفته رفته برچیده شدند.

## مطالب ویژه توپو گرافی
دریای خزر در شمال شهر خشکبیجار از ویژگی‌های مهم طبیعی منطقه بوده و بدون تردید دریا و اختصاصات ویژه آن در زندگی ساکنان تأثیر عمیقی می‌گذارد. در این منطقه حاشیه ساحلی دریا را یک نوار جنگلی از پوشش درختان توسکا و غیره پوشانده که مناظر زیبایی را به وجود آورده‌است.

## آب و هوا
خشکبیجار با آب و هوای ویژه گیلان در اقلیم مرطوب و معتدل واقع بوده و دارای باران فراوان ۹۷۴/۳ میلی‌متر در سال و رطوبت میانگین ۸۹ درصد و تعادل گرمایی متوسط ۱۶/۶ درجه است. حداکثر حرارت مطلق ۲۸/۵ و حداقل حرارت مطلق ۷/۵ درجه در فصول مختلف سال است. متوسط گرمترین ماه‌های سال تیر ۳۷/۵ و مرداد ۳۸ درجه و متوسط سردترین ماه‌های سال بهمن ۱۴ و اسفند ۱۵ درجه می‌باشد. پر باران‌ترین ماه‌های سال بهمن با ۲۷۴/۵ و آذر با ۲۲۱ میلی‌متر و کم باران‌ترین ماه‌ها فروردین با ۵۰ و دی با ۴۶/۵ میلی‌متر و تعداد روزهای بارانی سال ۱۳۶ روز می‌باشد.

## موقعیت جغرافیایی
مساحت خشکبیجار ۹۵ کیلومتر مربع و طول جغرافیایی آن ۴۹ درجه و ۴۶ دقیقه و عرض جغرافیایی آن ۳۷ درجه و ۲۲ دقیقه‌است.

## خاک منطقه خشکبیجار
خاک بخش خشکبیجار تماماً جلگه‌ است.این گروه از خاک که معمولاً از رسوبات رودخانه‌ها به وجود آمده و دارای پستی و بلندی‌های اندکی است و به دلیل دارا بودن مواد آلی و سابقه جنگلی منطقه و ریزش سال‌ها برگان درختان به رنگ قهوه‌ای متمایل به سیاه خاکستری بوده بهترین محل برا کشت انواع گیاهان متداول بخصوص برنج است.

## رودخانه‌های خشکبیجار
مهم‌ترین رودخانه خشکبیجار رودخانه گیشه دمرده‌است. این رود که از ورودی شهر می‌گذرد جلوه‌ای خاص به این شهر بخشیده. افسانه‌ای قدیمی بیان می‌کند که یک عروس و داماد خشکبیجاری در حین عبور از روی یک پل چوبی رودخانه، به علت شکستن پل در رود افتاده و عروس خانم جانش را از دست می‌دهد. این واقعه در روز عروسیشان اتفاق افتاده‌است.
مناظر زیبای اطراف رود چشم هر بیننده‌ای را می‌رباید رودهای دیگر خشکبیجار عبارتند از:
- نوره
- خشکبیجاری
- بازاری
- سیاهرجا(واقع درروستای چوکده)

## چهره‌های ماندگار
- دکتر حبیب‌ الله نورانی خجسته (خشکبیجاری) عضو تیم نخستین جراحی پیوند مغز و استخوان و چهره ماندگار «هماتولوژی -آنکولوژی» کشور در سال۱۳۸۶-عضو انجمن سرطان شناسی آمریکا - مؤلف کتاب «آشنایی با شیمی درمانی و سرطان‌ها» و بیش از چهل مقاله علمی، همچنین عضویت در هیئت علمی دانشگاه علوم پزشکی شیراز
- دکتر علی اکبر نجاتی اولین پزشک بومی خشکبیجار که پس از فارغ تحصیلی از سال ۱۳۶۳ در این شهر مشغول طبابت و خدمت به مردم است.
- استاد کاسعلی اکبرپوراسطلخی هنرمند فقید موسیقی گیلان و ایران آهنگساز خوانندگانی همچون ایرج، سیما بینا، عهدیه، سیمین غانم، مرجان، مهرداد کاظمی و همچنین تعدادی آهنگ بدون کلام از جمله «گیشه دمرده» و «دوره گرد قصه گو» نیز در کارنامه فولکلور ایشان دیده می‌شود.
- محمد (شباب) گلچین خشکبیجاری هنرمد عکاس  و برنده ده‌ها جایزه بین‌المللی (رشته عکاسی) از جشواره‌های آساهی شیمبون ژاپن- جایزه ویژه سازمان یونیسکو در چند سال متمادی -مدال طلای بهترین عکاس خاورمیانه-مدال طلای مسابقات جهانی ایتالیا و...
- دکتر محمدرضا اقدامی دکتری تخصصی انسان‌شناسی زیستی-عضوهیات علمی دانشگاه گیلان
- مظفر تقوا بلسی هنرمند نقاش و عضو هیئت علمی دانشگاه آزاد تهران ومدیر گروه طراحی و نقاشی مؤسسه جهاد دانشگاهی تهران- برگذاری ده‌ها نمایشگاه و کارگاه آموزشی در نقاط مختلف کشور، همچنین تألیف کتاب «مبانی کاربردی هنرهای نجسمی» درسال۱۳۹۰ که به عنوان کتاب منتخب نوزدهیم جشنواره کتاب سال دانشجویی در بخش هنر معماری برگزیده شد.
- حسین (فرهاد) نورعلی، دوبلور و بازیگر تلویزیون و تئاتر -فارغ‌التحصیل کارشناسی ارشد بازیگری وایفاگر نقش محمدرضاشاه در سریال «معمای شاه» به کارگردانی محمد رضا ورزی- از دیگر آثار وی به عنوان دوبلور می‌توان به سریال پر مخاطب جومونگ و سریال پلیسی حوادث و ایفای نقش در چندین فیلم تئاتر اشاره نمود

## ورزشکاران نامی
- سید جلال حسینی خشکبیجاری بازیکن تیم ملی فوتبال ایران حضور در بازیهای آسیایی، جام ملتهای آسیا، جام جهانی و عنوان مرد سال فوتبال ایران در سالهای ۸۶ و ۸۷ همچنین کسب نه عنوان قهرمانی در لیگ برتر ایران و دو فینال لیگ قهرمانان آسیا با تیم پرسپولیس
- محمد همرنگ بازیکن تیم ملی فوتبال ایران در رده‌های نوجوانان و جوانان و حضور در جام ملتهای آسیا و جام جهانی نوجوانان
- رسول (مسعود) همرنگ تملی قهرمان کاراته آسیا. نایب قهرمان امیدهای جهان و مقام سوم پلیس‌های جهان
- بابک صبح خیز قهرمان کاراته آسیا و مقام سوم نوجوانان جهان
- هادی حسینی قهرمان پاورلیفتینگ نابینایان جهان
- صادق حسنی دارنده مدال برنز پارالمپیک لندن،  مدال نقره پارالمپیک ریو و دو مدال طلای بازیهای آسیایی در رشته فوتبال هفت نفره
- افشین پور محمد قهرمان چهار دوره پرورش اندام باشگاه‌های ایران و دارنده مدرک درجه یک مربیگری از فدراسیون پرورش اندام ایران
- مسعود فلاح داور بین‌المللی AFC, مدرس و ناظر فدراسیون فونبال ایران و رئیس کمیته داوران استان گیلان
- سجاد لطافتی داور ملی فدراسیون فوتبال، داور جوان پروجکت فیوچر AFC, مدیرعامل باشگاه دخانیات گیلان
- محمد نیک بازیکن و مربی تیم فوتبال لسمان و شش حضور متوالی در لیگ برتر فوتبال ساحلی کشور
- صادق نادری بازیکن تیمهای ژاندارمری اصفهان، ملوان انزلی،  شهرداری رشت،  سپیدرود رشت،  قهرمانی دو دوره کاپ خزر و دارای رکورد دویست و سی بازی متوالی در تاریخ باشگاه سپیدرود رشت
- هاجر شاه ملک پور بانو شاه ملک پور بازیکن تیم فوتبال لیگ برتری بانوان ملوان انزلی و قهرمانی در مسابقات بین‌المللی فوتبال و فعال در عرصه آموزش فوتبال.

## نفت در خشکبیجار
طی سال‌های اخیر مخازن نفتی فراوانی در حوزه دریای کاسپین و به ویژه حوالی خشکبیجار کشف شده‌است که در غالب فاز پالایشگاهی «میدان عظیم سردار جنگل» در آینده نامعلوم مورد استخراج قرار خواهد گرفت.

## موقعیت توریستی اقتصادی
تلاقی رودهای منطقه خشکبیجار به دریای کاسپین این رودها را به مکان مناسبی جهت ماهیگیری مبدل ساخته و علاوه بر بومیانی که از این طریق امرار معاش می‌کنند، گردشگران نیز با استفاده از این پتانسیل طبیعی، خاطرات شیرینی را صید می‌کنند.
اما بیش از سواحل دریا و صید ماهی، شالیزارهای برنج و کیفیت مرغوب انواع برنج اصیل ایرانی که در کشتزارهای خشکبیجار به عمل می‌آید مهم‌ترین محصول بومی این منطقه است که توسط کشاورزان و فروشندگان برنج در بازار خشکبیجار، به تمام نقاط کشور صادر می‌شود. در نتیجه کشاورزی و صیادی دو رکن مهم اقتصاد بومی در منطقه خشکبیجار است و در سال‌های اخیر با ایجاد منطقه آزاد بندرانزلی در مجاورت این شهر فرصت‌های شغلی و اقتصادی جدیدی هم برای بومیان مرزنشین خشکبیجار فراهم آمده‌است.

## مکانهای دیدنی
- بازار روزمحلی با قدمت بیش از صد و پنجاه سال در روزهای دوشنبه و پنجشنبه در مرکز شهر
- سل (مرداب) جکتاج دارای نیزار -آبگیر و محل تجمع پرندگان
- حمام تاریخی ملک با قدمت بیش از یک قرن (دوران قاجاریه)
- سواحل بخش مکانی تفریحی بکروزیبا
- پارک شهر خشکبیجار
- مجتمع تفریحی مروارید خزر
- پیست کارتینگ گیلان

## اردوگاه دانش آموزی خشکبیجار
لحاظ شدن اردوگاه دانش آموزی خشکبیجار در زمره ارودگاه‌های ملی کشوری.. اردوگاه ذکر شده در نوار ساحلی و در روستای باغ امیربکنده بخش خشکبیجار واقع شده‌است.

## پیست کارتینگ گیلان
پیست تفریحی کارتینگ تنها پیست استاندار شمال کشور در فضایی به مساحت ۶۰۰۰ متر مربع در شمال غربی بخش خشکبیجار (روستای چپرپرد زمان) و در کنار خط ساحلی قرار دارد. این پیست برای زنان و مردان قابل استفاده می‌باشد و با توجه به وجود ماشین‌های کوچکتر برای افراد بالای ۱۱ سال نیز قابل استفاده است.

## تیم فوتبال ساحلی لسمان مروارید خزر خشکبیجار
تیم فوتبال ساحلی لسمان با کوشش و تلاش بازیکنان بومی منطقه خشکبیجار پس از موفقیت در لیگ گیلان و به عنوان اولین تیم گیلانی موفق به حضور در لیگ برتر ساحلی ایران شد و بیش از پنج سال است که در بالاترین سطح فوتبال ساحلی کشور حضور داشته‌است.

## روستاهای خشکبیجار
- فهرست روستاهای بخش خشکبیجار به مرکزیت شهر خشکبیجار سرشماری سال۱۳۸۵

| ردیف | نام محله                     | نام بخش  | نام دهستان | جمعیت   | فاصله تا خشکبیجار |
| ---- | ---------------------------- | -------- | ---------- | ------- | ----------------- |
| ۱    | امیر بکنده                   | خشکبیجار | حاجی بکنده | ۳۸۴نفر  | ۱۳کیلومتر         |
| ۲    | روستای امین آباد             | خشکبیجار | حاجی بکنده | ۶۸۱نفر  | ۹کیلومتر          |
| ۳    | روستای باغ امیر بکنده        | خشکبیجار | حاجی بکنده | ۵۷۵نفر  | ۱۲کیلومتر         |
| ۴    | روستای گیلوا محله            | خشکبیجار | حاجی بکنده | ۴۷۳نفر  | ۶کیلومتر          |
| ۵    | روستای بلسکله امام جمعه      | خشکبیجار | حاجی بکنده | ۳۱۱نفر  | ۸کیلومتر          |
| ۶    | روستای پیر علی ده            | خشکبیجار | حاجی بکنده | ۶۰۴نفر  | ۹کیلومتر          |
| ۷    | روستای تازه آباد             | خشکبیجار | حاجی بکنده | ۲۹۳نفر  | ۴کیلومتر          |
| ۸    | روستای جیر کویه              | خشکبیجار | حاجی بکنده | ۱۲۱۵نفر | ۴کیلومتر          |
| ۹    | روستای چپرپرد                | خشکبیجار | حاجی بکنده | ۹۲۵نفر  | ۱۵کیلومتر         |
| ۱۰   | روستای چپرپرد زمان           | خشکبیجار | حاجی بکنده | ۸۵۹نفر  | ۱۴کیلومتر         |
| ۱۱   | روستای چوکده                 | خشکبیجار | حاجی بکنده | ۳۱۷نفر  | ۶کیلومتر          |
| ۱۲   | روستای سرخشکی                | خشکبیجار | حاجی بکنده | ۸۵۷نفر  | ۸کیلومتر          |
| ۱۳   | روستای حاجی بکنده            | خشکبیجار | حاجی بکنده | ۸۳۹نفر  | ۹کیلومتر          |
| ۱۴   | روستای سیا اسطلخ سقطالملک    | خشکبیجار | حاجی بکنده | ۴۲۲نفر  | ۸کیلومتر          |
| ۱۵   | روستای شهرستان               | خشکبیجار | حاجی بکنده | ۱۱۰۰نفر | ۷کیلومتر          |
| ۱۶   | روستای طالش محله             | خشکبیجار | حاجی بکنده | ۳۴۵نفر  | ۱۱کیلومتر         |
| ۱۷   | روستای آلمان                 | خشکبیجار | نوشر       | ۲۶۲نفر  | ۳کیلومتر          |
| ۱۸   | روستای باغچه بنه             | خشکبیجار | نوشر       | ۳۴۷نفر  | ۴کیلومتر          |
| ۱۹   | روستای بسته دیم              | خشکبیجار | نوشر       | ۳۹۷نفر  | ۱کیلومتر          |
| ۲۰   | روستای بلسکله سید ابوالقاسم  | خشکبیجار | نوشر       | ۱۱۰نفر  | ۴کیلومتر          |
| ۲۱   | روستای تمل                   | خشکبیجار | نوشر       | ۱۷۲۰نفر | ۵کیلومتر          |
| ۲۲   | روستای جورکویه               | خشکبیجار | نوشر       | ۷۴۴نفر  | ۵کیلومتر          |
| ۲۳   | روستای جیر سر ویشکا          | خشکبیجار | نوشر       | ۵۶۶نفر  | ۴کیلومتر          |
| ۲۴   | روستای رفوه چاه              | خشکبیجار | نوشر       | ۳۹۰نفر  | ۳کیلومتر          |
| ۲۵   | روستای رود پشت               | خشکبیجار | نوشر       | ۸۲۲نفر  | ۶کیلومتر          |
| ۲۶   | روستای سیاه اسطلخ میرزا ربیع | خشکبیجار | نوشر       | ۴۶۰ نفر | ۷کیلومتر          |
| ۲۷   | روستای شیشه گوراب            | خشکبیجار | نوشر       | ۴۷۹ نفر | ۷کیلومتر          |
| ۲۸   | روستای فرشم                  | خشکبیجار | نوشر       | ۶۵۹نفر  | ۴کیلومتر          |
| ۲۹   | روستای کوریجان               | خشکبیجار | نوشر       | ۱۲۴نفر  | ۸کیلومتر          |
| ۳۰   | روستای گلبازو                | خشکبیجار | نوشر       | ۱۰۹نفر  | ۸کیلومتر          |
| ۳۱   | روستای ماشل علم              | خشکبیجار | نوشر       | ۲۰۲نفر  | ۳کیلومتر          |
| ۳۲   | روستای مریدان                | خشکبیجار | نوشر       | ۶۶۴نفر  | ۴کیلومتر          |
| ۳۳   | روستای نوشر                  | خشکبیجار | نوشر       | ۸۳۳نفر  | ۲کیلومتر          |
| ۳۴   | روستای نیساچاه               | خشکبیجار | نوشر       | ۶۰۱نفر  | ۷کیلومتر          |
| ۳۵   | روستای ویشکا                 | خشکبیجار | نوشر       | ۱۱۵۷نفر | ۴کیلومتر          |
| ۳۶   | روستای یوسف آباد             | خشکبیجار | نوشر       | ۳۲۶نفر  | ۲کیلومتر          |
| ۳۷   | روستای یوسف محله             | خشکبیجار | نوشر       | ۱۲۳نفر  | ۱کیلومتر          |